# 張達明 (演員)
張達明（1964年7月2日—），男，香港演員、編劇及導演，2020年憑《麥路人》奪得第39屆香港電影金像獎「最佳男配角」。

## 背景

### 早年生活
張達明早年在香港島筲箕灣木屋區生活，有二兄二姊。後來因山泥倒塌移居九龍牛頭角福華村，並認識了同學古明華。他小時候曾學習太極和虎鶴雙形拳。曾就讀筲箕灣大同學校（小一）、庇護十二學校（小二至小六）、威靈頓英文中學（初中）、萃華英文書院（1980年至1981年中三；土瓜灣北帝街分校）、觀塘區左派學校育群中學（中四至中五）及陳樹渠紀念中學（中六理科）。他與古明華就讀小三時一同在新光戲院為小學校慶演出，表演相聲。後來就讀萃華英文書院時又與呂頌賢成為中三級同班同學。
張達明在校時因要惡補英語而去補習，因此而放棄拍拖。其正式接觸演藝的時間始於他在中五及中六時參與觀塘劇團及沙田劇團的話劇活動。之後他在社區中心認識了羅冠蘭和林立三，並成為他們觀塘劇團的劇劇班學生。在林立三的指導下，張達明最後以優秀的形體動作演出成功報考香港演藝學院。當時張達明還未中六畢業，已獲香港樹仁學院的會計系取錄。此前，他亦曾報考香港中文大學人類學系，不過未被取錄。張達明中六畢業後仍關心母校發展，並成為陳樹渠紀念中學校友會執行委員會的榮譽主席（2001年至2002年度第一屆校友會主席）和校友校董。他最終於中六畢業後選擇入讀香港演藝學院，與黃秋生等人成為同學。

### 事業發展
張達明於1988年在演藝學院的戲劇學院以深造文憑畢業，其同屆較知名的同學除了黃秋生之外，尚有楊英偉。張達明離校多年仍然支持學院的發展，成立了「張達明劇作獎學金」鼓勵校友創作。。他其後參與中英劇團工作，包括演出舞台劇及編寫劇本，又與同學籌辦沙磚上劇團。1993年善用獎學金到美國深造戲劇創作半年。1995年通過朋友介紹認識黃子華（張1987年參演短劇《性本善》編劇正是黃子華），合作演出逾五場棟篤笑而被觀眾認識，並向喜劇演員的方向發展。1996年起開始拍攝電影，亦曾參演無綫電視電視劇集。同期更獲到場觀看棟篤笑的谷德昭推薦參演《大內密探零零發》。但是，張達明往後減少參演電視劇集，原因出於覺得電視劇集需要較長的拍攝時間和較佳的體能（應付天氣環境變化），此外也是基於電視劇未能實踐他對演藝的要求。
他曾參與的舞台劇團包括香港話劇團、赫懇坊、演戲家族、沙磚上、春天舞台製作等。在2000年香港藝術節中演出《張達明一咀騷一咀Show之蓄意縱火》，又曾與黃子華、吳鎮宇合作《鬚根Show》，後來又與吳君如合作《兩篤笑》，嘗試在表演中混合棟篤笑與戲劇的元素。其「形體動作」也令觀眾印象深刻。
2002年，張達明再度與谷德昭合作，在香港有線電視主持世界盃嘉年華節目。2006年他又與杜汶澤合作，再次主持世界盃嘉年華。2007年他與亞洲電視合作，主持新節目行行任篤笑。他曾經憑電影《人間色相》及《買兇拍人》分別獲提名 第2屆及第7屆香港電影金紫荊獎最佳男配角，而《買兇拍人》又獲提名米蘭影展最佳男主角。 2020年張達明更憑電影《麥路人》首次獲提名第39屆香港電影金像獎最佳男配角隨即成功奪得「最佳男配角」獎。
張達明在電影圈內拍過不少令人津津樂道的電影，當中令觀眾最深刻印象的分別與周星馳合作的《大內密探零零發》，與劉青雲，吳鎮宇，黃秋生合作的《衝鋒隊怒火街頭》以及與鄭中基，李燦森合作的《龍咁威2003》，《龍咁威II之皇母娘娘呢？》及《我要做Model》。

## 個人生活
張達明曾結婚，前任妻子是家境富裕的臨床心理學家何念慈。張達明在中英劇團時認識當時身為大學生的何念慈，拍拖達12年，2001年9月30日結婚，由導師鍾景輝任主婚人。二人婚後育有一子一女，卻於2016年8月2日共同宣佈離婚。
2012年9月初，有傳媒透露張達明確診患上鼻咽癌第三期的消息。張達明被傳媒發現暴瘦，其後張對外承認曾經患癌，不過已經痊癒。

## 其他資料
張達明與香港法律學者、香港大學法律學院首席講師張達明（英語：Eric Cheung）同名同姓。蓋二人皆有抗癌經歷，其中藝人張達明曾為癌症患者，學者張達明之妻子則因癌症病逝，故二人曾同時獲香港防癌會邀請，出席於2013年12月8日舉辦之首屆「香港防癌日」活動，分享抗癌之心路歷程。

## 演出作品

### 舞臺劇

#### 演出
- 《飆．櫻桃園》
- 《客鄉途情遠》
- 《亞Dum一家看海的日子》
- 《長河之末》
- 《旋轉270°》
- 《頭號通街玩》
- 《小國民》
- 《玫瑰園》
- 《甩翼天使》
- 《閒角春秋》
- 《和平使者》
- 《君子好逑》
- 《紅粉》
- 《影子盒》
- 《榕樹下》
- 《年初二》
- 《三姊妹》
- 《風流劍客》
- 《阿茜的救國夢》
- 《伊狄帕斯王》
- 《播音情人》
- 《行行任篤笑》
- 《容易受傷的女人》

#### 導演
- 《克雷布的最後錄音帶》
- 《問冉》
- 《玫瑰園》
- 《不自住房間》
- 《行人電梯上的熱帶雨林》
- 《冇肚年代》
- 《客鄉途情遠》
- 《兼職天使》
- 《邊外人》
- 《而家幾點鍾》
- 《江村小景》

#### 編劇
- 《不自住房間》
- 《圍板外》
- 《亞DUM一家看海的日子》
- 《說書人柳敬亭》
- 《客鄉途情遠》
- 《兼職天使》
- 《Q版老夫子》
- 《長河之末》
- 《瘋雨狂居》
- 《美麗連繫》

### 棟篤笑
- 1994年及1995年：《麻甩騷》
- 1995年：《棟篤笑雙打之玩無可玩》(與黃子華合演)
- 1998年：《鬚根Show》(與黃子華、吳鎮宇合演)
- 2000年：《香港藝術節一咀Show之蓄意縱火》、《鬚根Show 2》
- 2001年：《兩篤笑》(與吳君如合演)
- 2008年：《大珠三角篇 之人仔無敵》
- 2011年：《一於做壞旦》

### 電影

#### 演出
- 1989年 
  - 《殺手蝴蝶夢》
  - 《繼續跳舞》
- 1990年
  - 《笑星撞地球》
- 1991年
  - 《五億探長雷洛傳II之父子情仇》飾 伍克平
- 1993年 
  - 《天若有情II之天長地久》
- 1995年
  - 《山水有相逢》飾 拿督表哥
- 1996年
  - 《大內密探零零發》飾 皇帝
  - 《金裝香蕉俱樂部》
  - 《人間色相》飾 向東
  - 《正牌香蕉俱樂部》
  - 《衝鋒隊怒火街頭》飾 麥兜
  - 《去吧！揸Fit人兵團》飾 發瘟
  - 《愛情Amoeba》
- 1997年 
  - 《賭神3之少年賭神》飾 牙擦蘇
  - 《天涯海角》飾 明
  - 《一個字頭的誕生》 飾 大寶
  - 《怪談協會》飾 王開朗
  - 《百分百 Feel》飾 小文
  - 《陰陽路2：我在你左右》飾 咸蛋
  - 《誤人子弟》飾 補習天王
  - 《算死草》飾 客棧東主
  - 《夜半3點鐘》飾 哨牙雞
  - 《精裝難兄難弟》飾 新馬佬
- 1998年
  - 《戇星先生》飾 雲海
  - 《九星報喜》飾 李老板
  - 《阿李爸爸兩個大盜》飾 李家成
  - 《對不起，幹掉你》飾 牧師
  - 《追兇二十年》飾 步驚魂
  - 《陰陽路之與鬼同行》飾 狄卡皮奧
- 1999年 
  - 《醫神》飾 田七
  - 《陰差陽錯》
  - 《生命只剩一小時》
  - 《人肉玩具》飾 明警官
- 2000年
  - 《Q畸戀人》
  - 《自從他來了》飾 李Sir
  - 《小親親》飾 愛護動物協會職員
  - 《情陷百樂門》飾 Detective friend
  - 《創業玩家》飾 酒店員工
  - 《發光石頭》飾 竊賊
  - 《特警新人類2》飾 水上人
  - 《人妖打排球》(粵語配音)
- 2001年 
  - 《鬚根戇男》
  - 《特務迷城》飾 Stan
  - 《情迷大話王》飾 純潔
  - 《靚女差館》飾 蛋蛋 / 蛋散
  - 《幽靈人間》飾 的士司機
  - 《別戀》飾 So
  - 《七號差館》飾 醫院鬼
  - 《嫁個有錢人》飾 誕朋友
  - 《玉女添丁》飾 羅拔（De Niro）
  - 《山村老屍III惡靈纏身》飾 Simon
  - 《買兇拍人》飾 阿全
- 2002年 
  - 《停不了的愛》
  - 《當男人變成女人》飾 牛小寶
  - 《乾柴烈火》飾 塵飛揚
  - 《橫財就手》飾 阿奇
  - 《枕邊凶靈》飾 醫生
  - 《我真系見到鬼》
  - 《夏日冬蔭功》
- 2003年
  - 《老鼠愛上貓》飾 宋真宗
  - 《行運超人》飾 水警
  - 《冰封十七年》
  - 《百分百感覺》
  - 《人妖打排球II》(粵語配音)
  - 《我的野蠻男友》
  - 《炮製女朋友》飾 廚師
  - 《千機變》飾 伴郎
  - 《龍咁威》飾 黃金舟
  - 《熊之歷險》 (粵語配音)
  - 《大丈夫》飾 酒店客房職員
- 2004年 
  - 《墨斗先生》飾 麥竇兄
  - 《大無謂》飾 鬚刨
  - 《我要做Model》飾 鐵柱兄
  - 《鬼馬狂想曲》飾 2020太空人
  - 《甜絲絲》飾 柳影紅
  - 《不死廢人》飾 嘉輝
- 2005年
  - 《龍咁威II之皇母娘娘呢？》
- 2006年
  - 《春田花花同學會》飾 點菜律師
  - 《大丈夫2》飾 嬌
  - 《4條腿拯救隊》 (粵語配音)
- 2007年
  - 《嚦咕嚦咕對對碰》飾 先知
  - 《陆小凤传奇》飾 司空摘星
  - 《美女食神》飾 杜漢安
  - 《不死廢人》
- 2008年 
  - 《我的老婆是賭聖》(My Wife Is A Gambling Maestro) 飾 伊新青
  - 《大四喜》飾 神手
  - 《肥龍英雄》飾 漢雷哥
  - 《大電影2.0之兩個傻瓜的荒唐事》飾 房東
- 2009年
  - 《家有喜事2009》
  - 《遊龍戲鳳》飾 杜鳴
  - 《高興》飾 瘦猴
- 2010年 
  - 《老虎都要嫁》
  - 《美麗密令》飾 程威臣
  - 《志明與春嬌》飾 Joseph
  - 《李小龍》飾 馮峰
  - 《致命請柬》飾 李景文
  - 《唐伯虎點秋香2之四大才子》飾 對穿明
- 2011年
  - 《嘿．店》飾 小馬哥
- 2012年
  - 《逾時空救兵》飾 史可延
- 2015年 
  - 《浮華宴》飾 花公子
- 2016年
  - 《惡人谷》飾 警長黃金周
- 2017年
  - 《常在你左右》飾 管理員
- 2018年
  - 《棟篤特工》飾 黎生
  - 《狀王宋世傑之時空探案》(網絡電影)飾 宋世傑
- 2019年
  - 《家和萬事驚》飾 爸爸
- 2020年
  - 《家有囍事2020》飾
  - 《麥路人》飾 口水祥
  - 《月光戀》（2011年拍攝）（網絡播出）
- 2021年
  - 《總是有愛在隔離》
  - 《越界》飾 老人
- 2022年
  - 《忽然心動》
- 2023年
  - 《金手指》飾 文具店老闆 （只在刪剪片段出現）
- 2025年
  - 《水餃皇后》飾 辣撻哥

#### 編劇
- 1990年：《笑聲撞地球》
- 1992年：《反斗馬騮》
- 1993年：《哥哥的情人》
- 1994年：《亂世超人》
- 1994年：《晴天霹靂》
- 1995年：《牛頭唔搭馬咀》
- 2000年：《創業玩家》

### 電視

#### 香港無線
- 1997年：《狀王宋世傑》 飾 宋世傑
- 1997年：《美味天王》 飾 何小仕
- 1999年：《狀王宋世傑II》 飾 宋世傑
- 1999年：《命轉情真》 飾 戴耀東
- 2000年：《FM701》 飾 鍾國寶
- 2024年：《狀王之王》[16]飾 宋安

#### 香港亞視
- 2007年：《激流青春》 飾 達sir

#### 香港電視娛樂
- 2020年：《地產仔》 飾 豪哥
- 2025年：《哪一天我們會紅》 飾 龍村長

#### 其他演出
- 1987年：《性本善》
- 1990年：《香港黃線街（英语：Yellowthread Street）》 "Fan Tan Man" 飾 Ken（本劇曾於無綫明珠台播出）
- 1991年：《小說家族》
- 2002年：《百分百感覺》
- 2002年：《男女字典》
- 2002年：《一起喝采》
- 2004年：《金甲蟲探偵學院》飾 藍主任
- 2005年：《聊齋 之阿寶》飾 柴少安
- 2012年：《楚留香新传》飾 卜担夫
- 2015年：《吉星高照之陳夢吉與三十六計》飾 陳夢吉

#### 電視主持
- 2001年 無綫電視《麗星郵輪旅遊智多星》
- 2002年 有線電視《2002世界盃》
- 2003年 亞洲電視《拍住時代走》
- 2006年 有線電視《2006世界盃》
- 2006年 有線電視《毒篤笑》
- 2007年 亞洲電視《行行任篤笑》
- 2009年 有線電視《Johnny B. Good》

#### 節目演出
- 2008年 無綫電視《係咪小兒科第10集》

### 電台

#### 主持
- 1997年-1998年 商業電台《無字頭八九十》
- 1998年-1999年 商業電台《無字頭七八九》

#### 廣播劇
- 1998年 《全職殺手》 飾 七叔 (殺手阿O經理人)
- 1997年 《孫悟空大戰群妖》
- 1996年 《誘惑年月日》
- 1996年 《風雲》

### 書籍
- 1996年 《換襪喪志》
- 2001年 《細細雞漫遊細世界》
- 2004年 《張達明舞台劇讀 (偉大．虛空篇)》
- 2004年 《張達明舞台劇讀 (香港人．情篇)》
- 2017年 《張達明戲劇讀本》

## 作詞作品
- 1997年 陳小春  分開一朝也天冧
- 1997年 陳小春  我愛你
- 1997年 陳小春  神奇事
- 1998年 陳小春  叱吒红人

## 獎項
- 《客鄉途情遠》
  - 香港戲劇協會第一屆香港舞台劇獎最佳導演和最佳劇本 (喜劇/鬧劇)
  - 香港演藝發展局傑出創作劇本大獎之最佳編劇獎
- 《亞Dum一家看海的日子》
  - 香港演藝發展局劇本大獎
- 《長河之末》
  - 第五屆香港舞台劇獎最佳劇本
- 1997年：香港戲劇協會第七屆香港舞台劇獎風雲人物獎

### 香港電影金紫荊獎
| 年份   | 頒獎典禮              | 獎項       | 影片         | 角色   | 結果 |
| ------ | --------------------- | ---------- | ------------ | ------ | ---- |
| 1997年 | 第2屆香港電影金紫荊獎 | 最佳男配角 | 《人間色相》 | 阿東   | 提名 |
| 2002年 | 第7屆香港電影金紫荊獎 | 最佳男配角 | 《買兇拍人》 | 李楝全 | 提名 |

### 香港電影金像獎
| 年份   | 頒獎典禮             | 獎項       | 影片       | 角色   | 結果 |
| ------ | -------------------- | ---------- | ---------- | ------ | ---- |
| 2020年 | 第39屆香港電影金像獎 | 最佳男配角 | 《麥路人》 | 口水祥 | 獲獎 |

## 外部連結
- 張達明HK的新浪微博
- 點止笑匠 張達明
- 我愛遊蕩--張達明（页面存档备份，存于）
- 導演張達明迎聚相戀12載的女友（页面存档备份，存于）
- 張達明在互联网电影资料库（IMDb）上的資料（英文）（英文）
- 在AllMovie上張達明的頁面（英文）
- 張達明在香港影庫上的簡介
- 張達明在豆瓣上的资料（简体中文）
- 張達明在时光网上的簡介（简体中文）